# Cradle Rock
«Cradle Rock» —en español: Rock de la Cuna — es una canción del músico irlandés Rory Gallagher, incluida en su tercer álbum de estudio Tattoo, es una canción que fue usada en sus conciertos principalmente entre 1973 y 1975, principalmente en la apertura.
Fue incluida en el segundo álbum en directo, Irish Tour '74.
A pesar de que es reconocido por usar una gastada Fender Stratocaster 1961, en estudio usó una Danelectro modelo 3021 Short Horn que adquirió por $15 dólares en Estados Unidos.
Actualmente el guitarrista norteamericano Joe Bonamassa, la ha incluido en su disco debut, "A New Day Yesterday", en interpretado en vivo numerosas veces.

## Músicos
- Rory Gallagher: voz, guitarra eléctrica y armónica
- Gerry McAvoy: bajo
- Lou Martin: teclados y acordeón
- Rod de'Ath: batería